# У мрежи
У мрежи је југословенски филм, снимљен 1956. године у режији Бојана Ступице.

## Радња
Прича је смештена у морски рибарски градић.
Вишња је организатор штрајка рибара против власника рибарских бродића.
У њу су заљубљени Нико и Мато.
Кад се открије да је Нико издао колеге штрајкаче, Вишња бира Ника и удаје се за њега.

## Ликови
| Глумац                 | Улога            |
| ---------------------- | ---------------- |
| Мира Ступица           | Вишња            |
| Берт Сотлар            | Нико             |
| Јурица Дијаковић       | Мато             |
| Дубравка Гал           | Мала             |
| Емил Кутијаро          | Калафат          |
| Бора Тодоровић         | Рибар са гитаром |
| Давор Антолић          | Млади рибар      |
| Семка Соколовић-Берток |                  |
| Мија Алексић           | Рибар шаљивџија  |
| Никола Поповић         | Чутура           |
| Владимир Медар         |                  |
| Петар Спајић Суљо      |                  |
| Никша Стефанини        | Силвио           |
| Златко Мадунић         | Шпијун           |
| Соња Арадски           |                  |
| Вика Подгорска         |                  |
| Вања Тимер             |                  |

Комплетна филмска екипа  ▼
| Редитељ                   | Бојан Ступица      |                                   |
| Сценариста                | Владимир Колар     |                                   |
| Композитор                | Бојан Адамич       |                                   |
| Директор фотографије      | Франо Водопивец    |                                   |
| Mонтажер                  | Олга Скригин       |                                   |
| Сценограф                 | Бојан Ступица      |                                   |
| Уметнички директор        | Антон Лукатели     |                                   |
| Одсек за шминку           | Мирко Мачкић       | шминкер (као М. Мачкић)           |
| Менаџер продукције        | Алексије Обрадовић | вођа снимања                      |
| Менаџер продукције        | Милан Жмукић       | директор филма                    |
| Помоћник режије           | Бранислав Бастаћ   | помоћник редитеља (као Б. Бастаћ) |
| Помоћник режије           | Мило Ђукановиц     | помоћник редитеља                 |
| Одсек за звук             | Љубомир Петек      | тонски сарадник (као Љубо Петек)  |
| Специјални ефекти         | Зоран Ђорђевић     | пиротехничар (као З. Ђорђевић)    |
| Одсек за камеру и расвету | Стево Лепетић      | пратилац камере (као С. Лепетић)  |
| Остала екипа              | Даринка Петек      | секретар режије (као Д. Петек)    |